# Maesa pyrifolia
Maesa pyrifolia är en viveväxtart som beskrevs av Friedrich Anton Wilhelm Miquel. Maesa pyrifolia ingår i släktet Maesa och familjen viveväxter. Inga underarter finns listade i Catalogue of Life.